# Sulettaria stoloniflora
Elettaria stoloniflora là một loài thực vật có hoa trong họ Gừng. Loài này được (K.Schum.) S.Sakai & Nagam. mô tả khoa học đầu tiên năm 2000.